# واکنش‌ها و مواضع حمله به شمال عراق (۲۰۱۴)

## سازمان‌ها و اتحادیه‌های فراملیتی
- اتحادیه اروپا - هشدار داد که ادامه پیشروی شبه نظامیان داعش به سوی بغداد به شدت ثبات منطقه را تهدید می‌کند. وزرای خارجه اتحادیه اروپا اعلام کردند: ادامه اقدامات داعش در مناطق مختلف عراق موجب بی‌خانمان شدن و آوارگی تعداد زیادی از شهروندان غیرنظامی در مناطق مختلف عراق شده‌است. وزرای خارجه اروپا از دولت عراق خواسته‌اند تا زمینه‌های نارضایتی سنی‌ها را برطرف کند.[۱]
- اتحادیه عرب - این اتحادیه حملات غیرانسانی و مجرمانه گروه داعش را در موصل محکوم کرد. نبیل الربیع از اعضاء این اتحادیه خواستار کمک جهانی در این خصوص شد.
- سازمان ملل متحد - بان کی‌مون دبیرکل سازمان ملل متحد از رهبران سیاسی جهان خواست تا علیه داعش متحد شوند.
- بان کی مون ضمن اعلام حمایت کامل خود از بیانیه مرجع عالیقدر شیعیان در خصوص حفظ وحدت عراق، نسبت به عواقب وخیم خشونت‌های طایفه‌ای در این کشور هشدار داد. وی حمایت کامل خود را از بیانیه آیت‌الله العظمی سید علی سیستانی در خصوص تأکید بر لزوم حفظ وحدت عراق اعلام کرد و افزود: این بیانیه براساس عقل و منطق صادر شده‌است. بان کی مون همچنین ضمن انتقاد و اعلام نارضایتی از کشتارها و اقدامات داعش، خواهان محاکمه عاملان این کشتارها شد. وی همچنین نسبت به عواقب وخیم خشونت‌های طایفه‌ای در عراق هشدار داد.[۲]
- سازمان ملل متحد در تاریخ ۴ تیر ۱۳۹۳ اعلام کرد که طی ماه گذشته ۱۰۰۰ نفر در عراق کشته شدند.[۳]
- - سازمان اطلاعاتی آمریکا (سیا) اعلام کرد گروه تروریستی داعش به سرعت در حال جمع‌آوری تسلیحات، پول نقد و عضو جدید است. به گزارش روزنامه آمریکایی «واشینگتن پست»، یکی از مقامات ارشد اطلاعاتی آمریکا فاش کرد که ارزیابی اطلاعاتی آمریکا نشان می‌دهد که داعش هم‌اکنون در مقایسه با سال‌های قبل بسیار قوی شده‌است زیرا توانسته دستاوردهایی را هم در کشور عراق و هم سوریه به دست آورد و این گروه تروریستی که پیشتر وابسته به القاعده بود، اکثر توانمندی خود را در جنگ عراق بازسازی کرده‌است.[۴]
- - دیده‌بان حقوق بشر می‌گوید که شورشیان مسلح مخالف دولت سوریه با فراهم کردن امکاناتی، از جمله آموزش، به جذب کودکان و نوجوانان می‌پردازند و وظایف نظامی به آنان محول می‌کنند. به گفته دیدبان حقوق بشر به خصوص دولت اسلامی عراق و شام (داعش) کودکانی را که گاه ۱۴ سال دارند جذب کرده، تمرین می‌دهد و آنان را به عملیات انتحاری می‌گمارد.[۵] اعضا و هواداران داعش حضور چشمگیری در شبکه‌های اجتماعی اینترنتی دارند و فعالانه به تبلیغ باورهای خود و جذب داوطلب از کشورهای مختلف می‌پردازند.[۶]
- یونسکو - دبیرکل یونسکو با صدور بیانیه‌ای شرایط برخی محوطه‌های تاریخی عراق را بحرانی اعلام کرده و از طرف‌های درگیر خواست صدمه‌ای به آثار تاریخی وارد نکنند. با گذشت چند روز از آغاز سی‌وهشتمین اجلاس سالانه کمیته میراث جهانی سازمان یونسکو در مرکز ملی همایش‌های قطر در دوحه، دکتر ایرینا بوکووا دبیرکل سازمان یونسکو با صدور بیانیه‌ای نسبت به شرایط آثار تاریخی عراق هشدار داد. جنگ بین دولت عراق و گروه داعش علاوه بر مرگ هزاران تن و آواره شدن صدها هزار تن دیگر باعث شده که صدها محوطه تاریخی و موزه در عراق به حال خود رها شده و براساس تصاویر ماهواره‌ای، کاوش‌های غیرمجاز برای کشف آثار تاریخی ارزشمند در آن‌ها به‌طور شبانه‌روزی توسط مردم محلی و همچنین گروه‌های مسلح با هدف فروش آن‌ها برای بدست آوردن پول یا اسلحه ادامه داشته باشد.[۷]
- سازمان انرژی IHS - جامی وبستر مدیر ارشد سازمان انرژی IHS می‌گوید، ناآرامی‌های سیاسی در عراق تولید نفت این کشور را به خطر خواهد انداخت، اما اصلی‌ترین میادین نفتی این کشور در جنوب و در وضعیت امنیتی مناسبی قرار دارد، ولی با این حال ارتش باید از خطوط لوله و دیگر زیربناهای ارتباطی به خوبی محافظت کند. وی همچنین گفته‌است که در حال حاضر و با توجه به شرایط، خطر زیادی این منطقه را تهدید نمی‌کند اما در صورت پیشروی بیشتر داعش، تولید این منطقه با خطر مواجه خواهد شد.[۸]
- آژانس بین‌المللی انرژی - اهداف تولیدی عراق به شدت تحت تأثیر بی‌ثباتی‌های سیاسی این کشور و محدودیت تولید در این منطقه است. بنابر گزارش این سازمان تقاضای جهانی نفت در حال افزایش است. براساس گزارش آژانس بین‌المللی انرژی طی چند دههٔ آینده، تولید نفت عراق برابر با نیمی از افزایش تولید جهانی می‌شود.[۸]

## دولت‌ها
- بلاروس - خبر تحویل فوری جنگنده «سوخو» به عراق را رد کرد.[۹]
- مصر - عبدالفتاح سیسی رئیس‌جمهور مصر می‌گوید به آمریکا و اروپا در مورد کمک به داعش هشدار داده بودم. به آن‌ها گفته بودم، این گروه بعد از سوریه به سمت عراق، اردن و عربستان خواهد آمد. سیسی در واکنش به تلاش مسعود بارزانی برای اعلام استقلال کردستان عراق گفت چنین رفراندومی باعث شروع فروپاشی «فاجعه‌آمیز» عراق و تبدیل آن به کشورهای کوچک می‌شود که اکنون با حمله داعش شروع شده‌است. رئیس‌جمهوری مصر با بیان اینکه داعشی‌ها برای بدست گرفتن کنترل مصر نقشه داشتند گفت: من به آمریکا و اروپا در مورد فراهم کردن هر نوع کمک به داعش هشدار داده بودم و به این کشورها گفته بودم که آن‌ها از سوریه بیرون می‌آیند تا عراق و سپس اردن و بعد عربستان سعودی را هدف قرار دهند.[۱۰]
- فرانسه - با اعلام این که در کنار عراق در جنگ با گروه تروریستی داعش می‌ایستد، تأکید کرد که نباید به تروریست‌ها اجازه داد که وجود خود در عراق را تثبیت کنند. لوران فابیوس، وزیر خارجه فرانسه در یک تماس تلفنی با هوشیار زیباری، وزیر خارجه عراق در خصوص تحولات بحران کنونی این کشور گفتگو کرد. وی با بیان این که فرانسه در کنار عراق در جنگ علیه داعش می‌ایستد، گفت: نباید به تروریست‌ها اجازه داد تا وجود خود را در عراق تثبیت کنند و جای پایی را برای خود در این کشور ایجاد کنند. فابیوس در این گفتگو همچنین بر اهمیت حفظ وحدت و تمامیت عراق و همچنین اهمیت پایبندی تمام رهبران عراقی به حفظ وحدت ملی و روند سیاسی در کشورشان تأکید کرد و افزود: فرانسه به تحولات عراق و خطراتی که می‌تواند امنیت و ثبات منطقه را مورد تهدید قرار دهد، اهمیت می‌دهد.[۱۱] فرانسوا اولاند، رئیس‌جمهوری فرانسه در نشستی امنیتی از مقامات بغداد خواست فوراً یک راه حل سیاسی پایدار برای به دست آوردن حمایت سازمان ملل از دولت خود پیدا کنند. براساس بیانیه‌ای که دفتر فرانسوا اولاند منتشر کرد همچنین رئیس‌جمهوری فرانسه از همه اعضای جامعه عراق خواست تا به گفتگو پایبند باشند تا سریعاً دولت وحدت ملی را به اجرا درآورند. اولاند همچنین بر حمایت پاریس از مردم عراق به منظور مبارزه با تروریسم تأکید کرد.[۱۲]
- آلمان - اورسلا فوندرلاین وزیر دفاع آلمان بر این باور است باید ابتدا برای مهار داعش فکر اساسی شود و سپس همسایگان عراق را مجاب کنیم تا به این جنگ خاتمه داده و راه‌حلی پایدار و استوار اجرا شود. من در آمریکا در خصوص وضعیت عراق با جان کری، وزیر امور خارجه آمریکا صحبت کردم و هردوی ما قبول داشتیم که باید سه مسئله مورد رسیدگی قرار گیرد: اول از همه اینکه چطور جلو داعش را بگیریم. این مسئله فوری است. مسئله دوم این است که چطور نوری مالکی، نخست وزیر عراق را وادار به تشکیل دولتی کنیم که شامل همه گروه‌ها شود. سوم اینکه چطور کشورهای همسایه عراق را قانع کنیم تا به این جنگ خاتمه داده و راه‌حلی پایدار و استوار را برقرار سازند.[۱۳]
- ایران - آیت‌اله سیدعلی خامنه‌ای رهبر ایران اعلام کرد ما از هیچگونه دخالت خارجی در عراق حمایت نمی‌کنیم و قویا با دخالت آمریکا در این کشور مخالفیم. حوادث کنونی عراق به دلیل اختلافات میان شیعه و سنی نیست بلکه جنگ واقعی میان کسانی است که خواهان بازگشت حضور آمریکایی‌ها به این کشور هستند و آن‌هایی که حفظ استقلال عراق را می‌خواهند. آمریکا باید از عراق پرهیز کند چون دولت و مردم این کشور با کمک رهبران مذهبی برجسته قادرند به این فتنه انگیزی‌ها پایان دهند. رهبر ایران تندروهای داعش را دشمن شیعیان و سنی‌هایی دانست که خواستار استقلال عراق هستند. وی مقامات آمریکایی را به تلاش برای به دست گرفتن کنترل دوباره عراق از طریق گسترش اختلافات فرقه‌ای متهم کرد.[۱۴]
  - رئیس‌جمهور ایران، حسن روحانی حملات داعش را محکوم کرد. وی گفت: «ملت و دولت ایران در کنار مردم و دولت عراق هستند. روحانی با اشاره به ضرورت مبارزه با تروریسم و خشونت و ضمن محکوم کردن جنایات فجیع تروریست‌ها و کشتار مردم بی‌گناه آن کشور و نیز ابراز خرسندی از وحدت و یکپارچگی مردم این کشور در مبارزه با تروریسم و خشونت، به نقش مرجعیت شیعه اشاره کرد و اظهار داشت: اینکه مرجعیت بزرگوار شیعه، آیت‌الله سیستانی اعلام نمود که همه باید در مبارزه با تروریست‌ها مشارکت داشته باشند، نقش مهمی در بسیج مردم عراق در مقابله با جنایت و کشتار تروریستی خواهد داشت.»
  - علی لاریجانی نیز می‌گوید باید ارسال سلاح و پول برای تروریست‌ها متوقف شود.[۱۵]
  - عباس عراقچی معاون وزیر خارجه ایران در پاسخ به این پرسش که در مذاکرات‌تان با آمریکا دربارهٔ موضوع عراق هم بحث شد؟ گفت: خیر؛ فقط موضوع هسته‌ای مورد بحث قرار گرفت.[۱۶]
  - محمدرضا نقدی نیز گفت داعش می‌خواهد جنگ در عراق را جنگ مذهبی جلوه دهد، البته درست است که امروز نوادگان یزید تحت عنوان داعش با مسلمانان می‌جنگند، اما فرماندهی نوادگان یزید را آمریکا عهده‌دار است.[۱۷]
  - مجمع روحانیون مبارز ضمن محکومیت اقدامات داعش تأکید کرد برادران شیعه و سنی تحت تأثیر تبلیغات تفرقه‌انگیز قرار نگیرند.[۱۸]
  - پیرو هجوم داعش به شهر موصل عراق، وزیر امور خارجه ایران عصر ۱۱ ژوئن در تماس تلفنی با وزیر امور خارجه عراق ضمن محکوم کردن اقدامات اخیر این گروه‌ها که منجر به کشته، زخمی و آواره شدن تعدادی از شهروندان عراقی شده‌است، مراتب پشتیبانی ایران از دولت و مردم عراق در مبارزه با تروریسم را اعلام کرد. محمدجواد ظریف، وزیر امور خارجه ایران در این گفتگو، «ضرورت حمایت مؤثر بین‌المللی از دولت و ملت عراق در مبارزه علیه تروریسم تکفیری» را مورد تأکید قرار داد. دو طرف در این گفتگو با تأکید بر این که «داعش و گروه‌های تکفیری، دشمن همه مردم عراق هستند، بر ضرورت تقویت و تحکیم همبستگی ملی در مقابله با تروریست‌ها تأکید کردند.»[۱۹]
  - سید حسن فیروز آبادی رئیس ستاد کل نیروهای مسلح در واکنش به اتفاقات اخیر در عراق گفت: دولت، ارتش و مردم مسلمان و انقلابی عراق با اتحاد و انسجام می‌توانند از شرایط پیش آمده، انقلاب عراق را مستحکم کنند. آمریکا که از نتیجه انتخابات موفق عراق خشنود نیست، خود پایه‌گذار گروه‌های تروریستی در زمان وزارت خانم کلینتون است. وی افزود، داعش ترفند اسرائیل برای ایجاد حاشیه امن برای صهیونیست‌ها می‌باشد.[۲۰]
- عراق -دولت نوری مالکی در تاریخ ۲۷ خرداد ۱۳۹۳ با انتشار بیانیه‌ای عربستان را به پشتیبانی از شبه‌نظامیان داعش و افزایش قتل‌عام در کشورش متهم کرد. در بیانیه دولت نوری مالکی، نخست‌وزیر عراق آمده‌است: عربستان مسوول حمایت مالی و روحی از شبه‌نظامیان داعش و گروه‌های وابسته به آن است و به دلیل این اقدامات جرایمی در عراق روی داده است که قتل‌عام محسوب می‌شود. ریختن خون عراقی‌ها، تخریب نهادهای دولتی عراق و مکان‌های تاریخی و مذهبی از جمله اقدامات خرابکارانه شبه‌نظامیان تندور است.[۲۱]
  - عراق می‌گوید از روسیه و بلاروس هواپیما می‌خرد. دولت عراق همچنین از تأخیر در تحویل هواپیماهای آمریکایی شکایت کرده‌است.[۲۲]
  - نماینده سازمان ملل در عراق می‌گوید طرح داعش، نابودی عراق است.[۲۳]
  - لقمان عبدالرحیم الفیلی، سفیر عراق در واشینگتن می‌گوید: عراق برای مقابله با داعش به شدت از دیگر دولت‌ها همچون ایران، سوریه و روسیه کمک می‌خواهد چرا که نمی‌تواند منتظر کمک نظامی بیشتر آمریکا بماند.[۲۴] وی پیشتر هشدار داده بود که افراط‌گران داعش می‌توانند تبدیل به هزار تروریست جهانی نظیر اسامه بن لادن شوند.[۲۵]
  - نوری مالکی می‌گوید: اعلام دولت خلافت از سوی داعش پیامی واضح به همه کشورهای منطقه است. تشکیل خلافت از سوی داعش پیامی به کشورهای منطقه دارد مبنی بر اینکه همه شما در یک دایره قرمز قرار گرفته‌اید.[۲۶]
  - ژنرال سعد معان سخنگوی وزارت کشور عراق ویدئوی منتشر شده در تاریخ ۱۳ تیر ۱۳۹۳ از سوی داعش را جعلی خواند و اعلام کرد فردی که در این فیلم ظاهر شد، «ابوبکر البغدادی» نیست.[۲۷]
- اسرائیل - بنیامین نتانیاهو اعلام کرد بهتر است آمریکا با ایران دربارهٔ ساماندهی اوضاع عراق همکاری نکند بلکه به طرف‌های درگیر در آن اجازه دهد تا یکدیگر را ضعیف کنند. آنچه که ما امروز در عراق و سوریه شاهد آن هستیم دشمنی میان تندروهای شیعه از یک سو و تندروهای سنی به رهبری القاعده، داعش و دیگران است که هر دوی این جبهه‌ها دشمنان آمریکا به‌شمار می‌روند. نتانیاهو خطاب به آمریکا گفت: وقتی دشمنان شما با یکدیگر می‌جنگند دیگر نیازی نیست که یکی را تقویت کنید بلکه باید هر دو را تضعیف کنید. وی ادامه داد: در حال حاضر آمریکا باید دو کار انجام دهد یکی اینکه به داعشی‌ها اجازه ندهد که کنترل عراق را به دست گیرند و دوم اینکه به ایران اجازه ندهد قدرت را در عراق، لبنان و سوریه در اختیار بگیرد. وی مدعی شد که این مسئله به تهران امکان کنترل (عراق) از طریق سوریه را می‌دهد چرا که ایرانی‌ها حامی نظام سوریه هستند و در لبنان هم حزب‌الله به عنوان متحد آن حضور دارد.[۲۸]
  - تل آویو بر این عقیده است که استقلال کردستان عراق قطعی است و بحران عراق به جدایی کردستان ختم می‌شود. کردها برای خود یک کشور دموکراتیک ایجاد کرده‌اند و عراق در حال فروپاشی است. حفظ یکپارچگی عراق بدون دخالت نظامی ممکن نیست.[۲۲]
  - شیمون پرز رئیس‌جمهور اسرائیل نیز می‌گوید که در خصوص نا آرامی‌های عراق با باراک اوباما صحبت کرده‌است.[۲۲]
  - بنیامین نتانیاهو، نخست‌وزیر اسرائیل، روز (۲۹ ژوئن/ ۸ تیر) از استقلال کردهای عراق در جهت ایجاد امکان همکاری‌های گسترده‌تر با «نیروهای میانه‌رو در منطقه» حمایت کرد. نتانیاهو در سخنرانی‌اش کردها را «ملت مبارزی» خواند که «تعهدات سیاسی خود را اثبات کرده‌اند و ارزش استقلال را دارند.» اسرائیل از دهه ۱۹۶۰ روابط تجاری، اطلاعاتی و نظامی محتاطانه‌ای با کردها برای توازن قوای خود با کشورهای عرب منطقه برقرار کرده‌است. بخش بزرگی از جامعه جهانی، خصوصاً ترکیه و آمریکا و دیگر کشورهای غربی مخالف تجزیه عراق هستند.[۲۹]
- لبنان - میشل سلیمان رئیس جمهور سابق لبنان با بیان اینکه سناریوی عراق در لبنان تکرار نخواهد شد، تأکید کرد: آنچه لبنان را تهدید می‌کند مشکلات و خلأ سیاسی است نه داعش. وی گفت، فروپاشی و دو دستگی ارتش لبنان یا تکرار سناریوی عراق که اخیراً گروه داعش کنترل برخی از مناطق این کشور را در دست گرفته، بعید دانست و گفت: آنچه لبنان را تهدید می‌کند مشکلات و اختلافات سیاسی است نه داعش. سلیمان عنوان داشت: به عقیده من محیط لبنان برای چنین گروه‌هایی مناسب نیست. تروریسم بها و هزینه سنگینی دارد و تروریست‌ها هیچ‌گاه در لبنان پیروز نخواهند شد.[۳۰]
- روسیه - وزارت امور خارجه روسیه اعلام کرد، افزایش فعالیت افراطیون در عراق و حضور آن‌ها در سوریه باعث شده تا منطقه به کانون گسترده‌ای برای تروریسم تبدیل شود. فعالیت افراطیون در عراق و حضور آن‌ها در سوریه گسترش یافته‌است. این گروه‌ها از سوی خارجی‌ها حمایت مالی می‌شوند که این مسئله موجب شده تا منطقه تبدیل به کانون گسترده‌ای برای تروریسم شود. این وزارتخانه در بیانیه‌ای از جامعه بین‌الملل خواست تا به شکل فعال با دولت عراق به منظور گسترش و صلح و امنیت در کشور همراه شوند.[۳۱]
- سوریه - دولت بشار اسد اعلام کرد «برای کمک به بغداد برای مقابله با تروریسم آماده است.[۳۲]
- عربستان سعودی - سعود الفیصل، وزیر خارجه عربستان گفت عربستان خود بیشترین خسارت را از تروریسم دیده و بیشترین رویارویی را با آن داشته‌است. وزیر خارجه عربستان ادامه داد که نوری مالکی به عنوان سیاستمدار عراقی باید سیاست‌های عربستان را در زمینه مبارزه با تروریسم و عملکرد آن را در این زمینه پیگیری کند در واقع سیاست‌های طایفه گرایانه مالکی خود عامل ایجاد تنش و ناامنی در عراق است. سعود الفیصل افزود: کشورهای شورای همکاری خلیج (فارس) در زمینه مبارزه با تروریسم هماهنگی لازم و مهارت و توان لازم را دارند و اختلافات عربی هرگز هیچ تأثیری روی مبارزه آن‌ها علیه تروریسم نمی‌گذارد. وزیر خارجه عربستان تأکید کرد: ما آماده مبارزه با تروریسم در منطقه هستیم و دولتی اسلامی عراق و شام موسوم به داعش در تلاش برای نابودی عراق است. وی تصریح کرد: ما انواع اقدامات تروریستی را رد و بر مبارزه با آن تأکید می‌کنیم. وزیر خارجه عربستان افزود: بحران عراق نیازمند گفتمان داخلی است نه دخالت خارجی.[۳۳]
  - عبدالله المعلمی سفیر عربستان در سازمان ملل با بیان اینکه وحدت و حاکمیت عراق از خط‌های قرمز برای ریاض هستند، مدعی شد که عربستان از داعش حمایت نمی‌کند. وی تصریح کرد: خطوط قرمز برای ریاض وحدت و حاکمیت عراق است.[۳۴]
- ترکیه - رجب طیب اردوغان نخست وزیر ترکیه گفت: حملات هوایی آمریکا علیه شبه نظامیان عراق منجر به تلفات سنگین غیرنظامی می‌شود در حالیکه واشینگتن چنین استراتژی‌ای را مطلوب نمی‌داند. رجب طیب اردوغان دربارهٔ احتمال حملات هوایی آمریکا به شبه نظامیان دولت اسلامی عراق و شام موسوم به داعش گفت: آمریکا با موضع کنونی و بیانیه‌هایی که صادر کرده چنین حملاتی را مثبت نمی‌داند. وی افزود: عوامل داعش با مردم عادی ادغام شده‌اند. چنین عملیاتی می‌تواند منجر به تلفات بسیار سنگین غیرنظامیان شود.[۳۵]

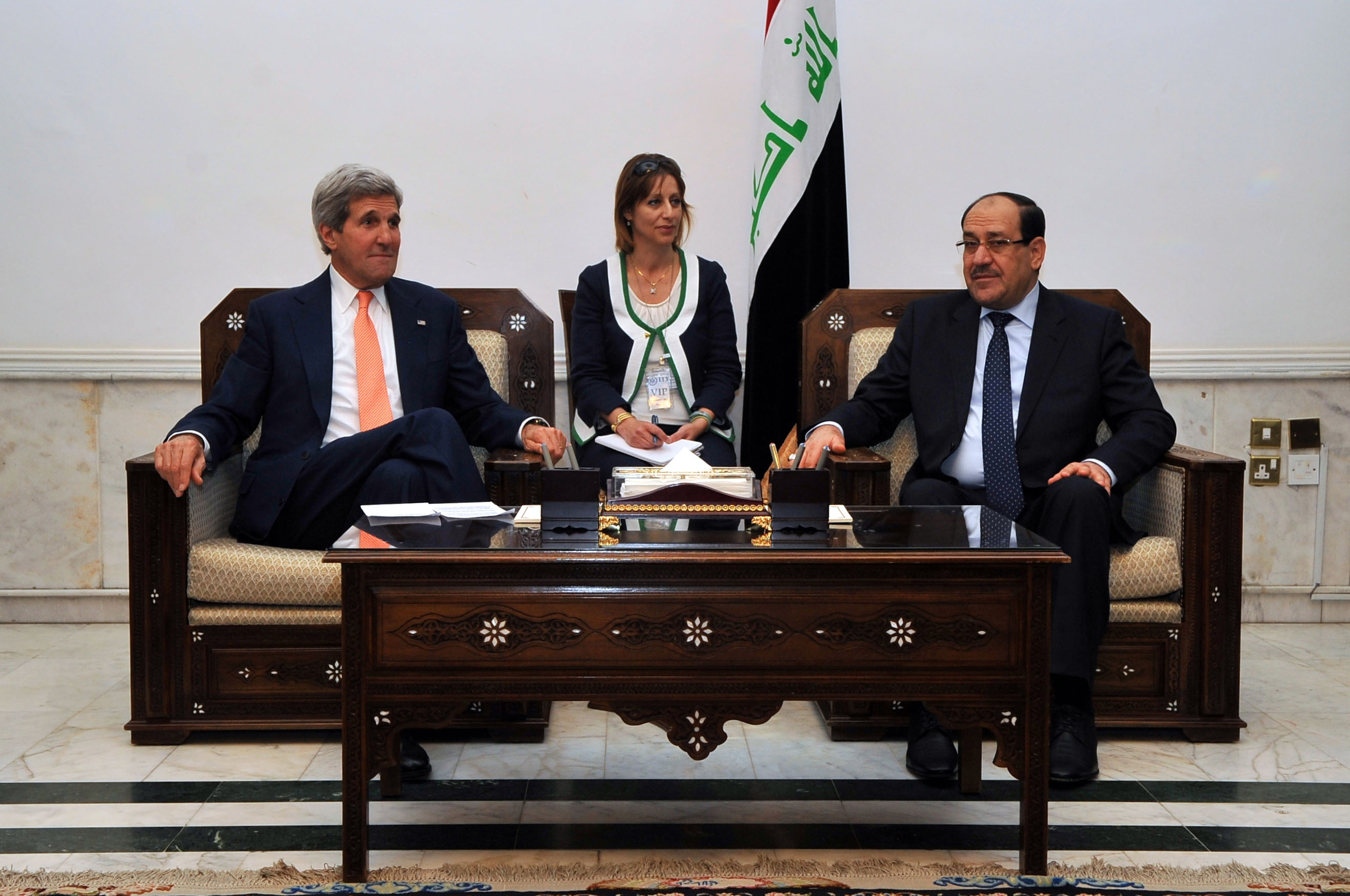
دیدار جان کری و نوری مالکی در ۲۳ ژوئن ۲۰۱۴ (۲ تیر ۱۳۹۳)

- ایالات متحده آمریکا - باراک اوباما هم در حمایت از دولت عراق، اعلام کرده که «همه گزینه‌ها برای کمک به دولت عراق باز است».[۳۶] جان کری، وزیر خارجه آمریکا نیز گفت: کشورش آماده مذاکره با ایران دربارهٔ عراق است و گزینه همکاری نظامی با ایران برای مبارزه با شبه‌نظامیان داعش را غیرممکن ندانست. وی ادامه داد، اگر ایران بتواند برای پایان دادن به خشونت‌ها درعراق و بازسازی اعتماد در دولت عراق کمک کند، واشینگتن آماده است با تهران گفتگو کند.[۱۶]
  - سخنگوی وزارت دفاع آمریکا روز ۲۶ خرداد ۱۳۹۳ گفت: آمریکا برای کمک به حل بحران عراق به همکاری نظامی با ایران نمی‌اندیشد. جان کربی، سخنگوی پنتاگون پس از اظهارات جان کری مبنی بر اینکه آمریکا آماده است در مورد عراق با ایران مذاکره کند، در گفتگو با خبرنگاران هرگونه احتمال همکاری نظامی ایران و آمریکا در عراق را غیر محتمل دانست. جان کری وزیر امور خارجه آمریکا روز ۲۶ خرداد ۱۳۹۳ در پاسخ به خبرنگاران حضور داعش را یک تهدید علیه عراق دانست و اعلام کرد: آمریکا آماده است در مورد عراق با ایران گفتگو کند.[۳۷]
  - سه تن از مقام‌های واشینگتن اعلام کرده‌اند که کاخ سفید در حال بررسی اعزام نیروهای ویژه به عراق است و مأموریت محدود آن‌ها شامل آموزش و مشاوره به یگان‌ها و واحدهای عراقی است که بسیاری از آن‌ها پست‌هایشان را در شمال و غرب عراق به خاطر حمله داعش ترک گفته و گریخته‌اند.[۳۸]
  - باراک اوباما، رئیس‌جمهوری آمریکا گفت: ما در ابتدای امر به دنبال تمرکز بر کمک کردن به سربازان عراقی مسئول تأمین امنیت بغداد هستیم و سپس می‌خواهیم به سربازان در نواحی دیگر عراق و حومه پایتخت کمک کنیم و مطمئن شویم که آن‌ها از عهده دفاع از مردم و مقام‌های عراقی بر می‌آیند. وی ادامه داد، مشاوران نظامی آمریکا به همکاری و تبادل اطلاعات با سربازان عراقی پرداخته و به آن‌ها در مقابله با اقدامات تروریستی داعش کمک می‌کنند. حضور این رایزن‌های نظامی نشانه‌ای از بازگشت سربازان آمریکایی به صحنه نبرد و جنگ در عراق نیست و دولت واشینگتن کاملاً می‌داند که این‌ها تنها مشاوران نظامی‌اند نه سرباز. وی افزود: ما می‌دانیم که اعزام سرباز به عراق باعث حل مشکلات آن‌ها نمی‌شود. باراک اوباما گفت: ضرورت فوری یک روند سیاسی جامع احساس می‌شود اما خواستار استعفای دولت نوری المالکی، نخست وزیر عراق نیستیم چرا که پارلمان عراق در حال کار بر روی یک دولت جدید است. در حال حاضر سرنوشت عراق نامتعادل است.[۳۹]
  - یکی از مقام‌های ارشد دولت واشینگتن که خواست نامش فاش نشود، گفت: دومین مرکز عملیاتی مشترک آمریکا و عراق قرار است در شمال این کشور ایجاد شود و مشاوران نظامی آمریکا در مقر عملیاتی ارتش عراق و احتمالاً یگان‌های نظامی مستقر خواهند شد.[۳۹]
  - وزیر امور خارجه آمریکا با بیان تمایل کشورش برای مذاکره با ایران گفت: ما به دنبال مشورت با ایران هستیم نه همکاری. جان کری دربارهٔ احتمال همکاری ایران و آمریکا دربارهٔ حوادث اخیر عراق گفت: آمریکا تنها در مشورت و گفتگو با ایران در این باره تمایل دارند و نمی‌خواهند همکاری‌های عملی با ایران داشته باشند. آنچه که من اعلام می‌کنم مبنی بر اینکه ما تنها تمایل گفتگو و مذاکره با ایران دربارهٔ عراق داریم این است که ایرانیان می‌دانند ما به چه فکر می‌کنیم و ما نیز می‌دانیم آن‌ها در فکر چه چیزی هستند تنها در اینجا به اشتراک گذاشتن اطلاعات مدنظر است.[۴۰]
  - جان کری همچنین در دیدار با مسعود بارزانی گفت رهبران کرد یکپارچگی عراق را حفظ کنند.[۲۲]
  - ماریا هرف، معاون سخنگوی وزارت خارجه آمریکا گفت ایران و عراق دو کشور همسایه با پیوندهای نزدیک هستند و ایران می‌تواند نقش سازنده‌ای برای تشکیل دولت فراگیر در آن کشور داشته باشد. گروه داعش تهدیدی برای سراسر منطقه و از جمله ایران است. وی با اشاره به نفوذ ایران در عراق گفت: ایران می‌تواند نقش سازنده‌ای برای کمک به تشکیل دولت فراگیر در عراق ایفا کند. البته این به معنای دعوت به مداخله از سوی ایران در عراق نیست. هرف همچنین گفت نمی‌تواند صحت گزارش‌ها دربارهٔ ارسال تجهیزات نظامی به عراق توسط ایران و پرواز پهپادهای ایرانی بر فراز عراق را تأیید کند.[۴۱]
  - دولت آمریکا اعلام کرده که برنامه‌ای برای دخالت مستقیم نظامی در عراق نداشته و هر گونه اقدامی علیه گروه تروریستی داعش بستگی به گفت وگوهای سیاسی در داخل عراق و تشکیل یک دولت فراگیر خواهد داشت.[۴۱]
  - جان کری، وزیر خارجه ایالات متحده آمریکا گفت که کردستان را یک ناحیه مجزا نمی‌داند و تأکید کرد که ایالات متحده آمریکا معتقد است «یک عراق متحد قوی‌تر خواهد بود.»[۴۲]
- بریتانیا - دولت بریتانیا به موجب قانون مبارزه با تروریسم در این کشور فعالیت داعش را ممنوع خواند.[۴۳]
  - دیوید کامرون نخست وزیر بریتانیا با اعلام این مسئله که شبه نظامیان افراطی عراق و سوریه یک تهدید واقعی برای بریتانیا هستند، گفت: به آژانس‌های جاسوسی و پلیس دستور داده شده تا بر فعالیت‌های این گروه و به ویژه افرادی که به بریتانیا بازمی‌گردند، نظارت و تمرکز داشته باشند.[۴۴]
  - ویلیام هیگ وزیر امور خارجه بریتانیا گفت که این کشور باید پاسپورت‌های اتباع انگلیسی یا هر کسی را که قصد سفر به سوریه برای جنگ در این کشور را دارد، یا می‌خواهد برای پیوستن به داعش به عراق سفر کند، باطل کند. وی همچنین گفت که ۴۰۰ تبعه این کشور ممکن است برای مبارزه و پیوستن به گروه‌های مخالف دولت دمشق به سوریه رفته باشند و برخی از آن‌ها نیز به عراق سفر کرده‌اند تا به نیروهای شبه‌نظامی داعش بپیوندند.[۴۵] وی همچنین خواستار تشکیل دولتی فراگیر در عراق شده‌است.[۲۲]
  - مقامات بریتانیا هرگونه پشتیبانی از گروه داعش را که مشغول انجام عملیات‌های نظامی در عراق و سوریه است، ممنوع اعلام کردند. جیمز بروکن شایر، وزیر امنیت و مهاجرت بریتانیا به قانونگذاران این کشور گفت: ممنوع شدن گروه داعش این پیام را می‌دهد که ما با چه شدتی تروریسم را محکوم می‌کنیم. بر این اساس عضویت در گروه داعش و حمایت از آن توسط مقامات بریتانیا ممنوع شده و یک جرم به حساب می‌آید. مقامات وزارت کشور بریتانیا عنوان کردند که دلیل چنین تصمیمی اقدامات این گروه در سوریه بوده‌است و در عین حال تحولات عراق آن‌ها را ملزم به ممنوع کردن این گروه در بریتانیا کرده‌است.[۴۶]
  - یک مقام امنیتی و اطلاعاتی سابق بریتانیا هشدار داد که در حال حاضر بیش از هر کشور دیگری در اروپا شهروندان بریتانیایی برای شرکت در جنگ به عراق و سوریه سفر می‌کنند و آن‌ها پس از پذیرش افراط‌گری علیه غرب و با نیت آسیب رساندن مجدداً به بریتانیا بازخواهند گشت. بارونس نویل جونز وزیر سابق امنیت و مبارزه با تروریسم بریتانیا و همچنین رئیس سابق کمیته اطلاعاتی مشترک بریتانیا اظهار داشت در این کشور بیش از هر کشور دیگری در اروپا جوانان برای شرکت در مبارزات افراط‌گران به خارج سفر می‌کنند. بارونس نویل جونز از اظهارات دیوید کامرون، نخست وزیر بریتانیا مبنی بر اینکه شبه‌نظامیان در منطقه خاورمیانه بزرگترین تهدید علیه بریتانیا هستند دفاع کرد.[۲۵]

## دیگر
- - سید حسن نصرالله دبیرکل حزب‌الله گفت برای جنگ با گروه دولت اسلامی عراق و شام (داعش) در عراق آماده است. وی اضافه کرد حزب‌الله اجازه تخریب مقدسات در شهرهای نجف، کربلا و سامرا در عراق را نمی‌دهد.[۴۷]
- - مسعود بارزانی رئیس اقلیم کردستان عراق با تأکید بر اینکه کردستان عراق به بخشی از درگیری‌های طایفه‌ای در عراق تبدیل نخواهد شد، خواستار تفاوت قائل شدن میان شبه‌نظامیان داعش و گروه‌های اهل سنت عراقی شد. وی تأکید کرد که نیروهای اقلیم کردستان در کنار اهل سنت و شیعه عراق برای رویارویی با تروریسم آمادگی کامل دارند اما اقلیم کردستان حاضر نخواهد بود که به بخشی از جنگ طایفه‌ای تحت پوشش جنگ با تروریسم تبدیل شود. بارزانی گفت: علاج بحران کنونی عراق تنها از طریق نظامی ممکن نیست و باید با مذاکرات سیاسی این امر حل و فصل شود.[۴۸] وی همچنین می‌گوید بعید است که آمریکا و ترکیه با اعلام «کشور مستقل کردستان» مخالفت کنند. مسعود بارزانی دربارهٔ واکنش واشینگتن و آنکارا نسبت به کشور مستقل کردستان پیش‌بینی کرده و گفت: من انتظار همکاری یا مقاومت فعال را ندارم. وی همچنین می‌گوید دولت منطقه‌ای کردستان عراق به محل امنی برای دیگر اقلیت‌ها که از ناآرامی‌ها فرار می‌کنند، تبدیل شده‌است. هزاران تن به ویژه مسیحیان از مناطقی که شبه‌نظامیان داعش در آن خلافت اعلام کرده‌اند، فرار کرده‌اند. ما از اقلیت‌هایمان علیه چنین تروریست‌هایی حفاظت می‌کنیم.[۴۹]
  - مسعود بارزانی می‌گوید ما به دولت عراق دربارهٔ این تهدید قریب‌الوقوع هشدار دادیم اما آن‌ها علی‌رغم هشدارهای ما دربارهٔ قوی‌تر و مجهزتر شدن شبه‌نظامیان داعش در سراسر مرز، به حرف‌های ما توجهی نکردند. افزایش پشتیبانی‌ها از شبه‌نظامیان داعش از سیاست‌های ناکام دولت که سنی‌ها را در عراق متزلزل کرده، نشات می‌گیرد. سنی‌ها و خواسته‌هایشان دربارهٔ جاده‌ها، بیمارستان‌ها و مدارس بهتر توسط دولت نوری مالکی نادیده گرفته شده‌است. داعش خود را صدای شکایت‌های سنی‌ها توصیف می‌کند. این شبه‌نظامیان تکفیری به تنهایی عمل نمی‌کنند و حامیان صدام نیز با آن‌ها متحد شده‌اند. منطق پشت این اقدام بسیار ساده و قدیمی است «دشمن دشمن من، دوست من است» اما با این وجود اختلافات بسیاری در این ائتلاف وجود دارد. شبه‌نظامیان داعش خواستار یک دیکتاتوری مذهبی هستند در حالی که حامیان صدام خواستار بازگشت قدرتشان می‌باشند.[۴۹]
- - گروه داعش در نواری ویدئویی ضمن درخواست از مسلمانان برای رفتن به جنگ سوریه، اعلام کرد که این گروه بدون هیچ مشکلی به سمت لبنان و اردن نیز پیش خواهد رفت. همچنین این اعضای داعش اعلام کردند: ما در جنگ‌های شام شرکت کردیم و ظرف روزهای اندکی به عراق رفتیم. می‌جنگیم و برمی‌گردیم و پس از آن بدون هیچ مشکلی به اردن و لبنان نیز روی می‌آوریم.[۵۰]
  - ابوبکر الجنابی یکی از رهبران گروه داعش با بیان اینکه جنگ سوریه و عراق قدرت و توان این گروه را تضعیف نمی‌کند، تصریح کرد: عزت الدوری، معاون صدام با ما همکاری می‌کند. وی اضافه کرد: جنگ در سوریه و عراق قدرت و توان ما را تضعیف نمی‌کند چرا که هر کشوری با کشور دیگر فرق می‌کند. وی افزود: داعش یک گروه نیست بلکه مجموعه‌ای از افکار است. هرکسی می‌تواند رهبران و امیران را به قتل برساند اما نمی‌تواند افکار را از بین ببرد. ما از طریق عقل و فکر خود توانستیم جمع زیادی از داوطلبان جنگ را جذب کنیم. الجنابی در خصوص امکان پیشروی داعش به سمت لبنان نیز گفت: می‌توانم بگویم که به زودی شاهد فعالیت‌هایی در لبنان نیز خواهیم بود. الجنابی افزود: اعضای فرقه نقش‌بندیه، جیش المجاهدین و الجیش‌الاسلامی نیز با ما همکاری می‌کنند. الجنابی ادامه داد: تصمیم باراک اوباما برای پشتیبانی از بغداد کمکی به دولت عراق نمی‌کند چرا که این کشور نیاز به ایجاد تغییری اساسی در سیاست و ساختار خود دارد.[۵۱]
  - در ۹ تیر ۱۳۹۳ خورشیدی داعش در دو کشور عراق و سوریه «خلافت» اعلام کرد. ابومحمد عدنانی، سخنگوی داعش در شبکه توییتر با یک پیام صوتی افزود که رهبر داعش، ابوبکر بغدادی خلیفه اول «دولت اسلامی» است. سخنگوی داعش افزود که وظیفهٔ هر مسلمانی است که با پذیرش خلافت ابوبکر بغدادی، با او بیعت کند. این در حالی است که ابوبکر بغدادی نیز این انتخاب را پذیرفت و خود را رهبر مسلمانان جهان دانست.[۵۲][۵۳][۵۴]
  - ابومحمد العدنانی سخنگوی داعش با این جمله که «وعده الهی تحقق یافت»، اعلام کرد که «ابوبکر البغدادی» به عنوان نخستین خلیفه اسلامی بر این کشور حکومت می‌کند. سخنگوی داعش ادعا کرد: «خلافت اسلامی این گروه براساس روش‌های پیامبر گرامی و وعده‌های الهی عمل خواهد کرد». ابوعمر الچچنی از افراد شاخص این گروه هم در سخنانی گفت: امروز خرسندیم در سقوط مرزهایی که طاغوت‌ها ایجاد کرده بودند و مانع نقل و انتقال مسلمانان در سرزمین‌های خود می‌شد، مشارکت داشته‌ایم. وی افزود: طاغوت‌ها خلافت اسلامی را تکه‌تکه و آن را به کشورهایی مثل سوریه و عراق تبدیل و در آنجا براساس قوانینی که وضع کرده بودند، حکومت می‌کردند.[۵۵]
  - داعش بر این عقیده می‌باشد، مرزهای کنونیِ بین کشورهای اسلامی که حاصل تجزیه امپراتوری عثمانی است، نتیجه موافقت‌نامه منعقدهٔ سایکس–پیکو بین فرانسه و بریتانیا است و باید برچیده گردد و مرزها باید به حالت پیش از جنگ جهانی اول بازگردد.[۵۶]
  - ابوبکر البغدادی رهبر گروه داعش از مسلمانان جهان خواسته برای کمک به ساختن یک کشور اسلامی به عراق و سوریه مهاجرت کنند.[۵۷][۵۸]
  - وب‌سایت‌ها و حساب‌های کاربری نزدیک به به دولت اسلامی (داعش)، اولین ویدئوی مربوط به وی را که مربوط به خطبه‌های نماز جمعه روز ۱۳ تیر ۱۳۹۳ در مسجد جامع موصل است، منتشر کرده‌اند. این ویدئوی ۲۱ دقیقه‌ای، اولین ویدئوی منتشر شده از فردی است که تاکنون تنها دو تصویر بی‌کیفیت از وی منتشر شده بود. وی در این خطبه ضمن استفاده فراوان از مفاهیم دینی و فن خطابه با زبانی آمیخته به تهدید از کاربرد شمشیر برای برپایی حکومت و پیگیری اهداف خود اشاره کرده‌است. وی برای مشابهت با خلفای صدر اسلام نیز لباسی با رنگ سیاه پوشیده و دستاری بر سر بسته است.[۵۹][۶۰]

### بی‌بی‌سی فارسی
- خبرنگار بی‌بی‌سی فارسی در عراق از قول اکثریت مردم این کشور اظهار داشت: «فتوای آیت‌الله سیستانی نقش بسیار مهمی را در بسیج مردم داشته‌است.» این خبرگزاری چنین استقبال گسترده مردمی از فتوای یک مرجع تقلید در ۹۰ سال اخیر کشور عراق را بی‌نظیر دانست.[۶۱]

### موسسات و نهادهای مسیحی عراق
- موسسات و نهادهای مسیحی در عراق از شورای امنیت سازمان ملل خواستند برای بررسی حملات گروه تروریستی داعش علیه مسیحیان در موصل، تشکیل جلسه دهد.[۶۲]

### آمادگی مسلمان هند
- هزاران نفر از مسلمانان هندوستان از اقوام و مذاهب گوناگون و از شهرها و ایالت‌های مختلف با راهپیمایی و سردادن شعار اقدامات داعش در عراق و دیگر کشورهای اسلامی را محکوم کردند.[۶۳]

### عراقی‌های بریتانیا
- اعضای جامعه عراقی‌های مقیم بریتانیا با آمدن به خیابان‌های لندن اتحاد در مقابل شبه نظامیان داعش در کشورشان را خواستار شدند. تظاهرات کنندگان با دیدگاه‌هایی از سراسر طیف سیاسی و مذهبی عراق در این تظاهرات که روز ۱ تیر ۱۳۹۳ در لندن برگزارشد، حضور داشتند.[۶۴]